# 謝納加 (馬格達萊納省)

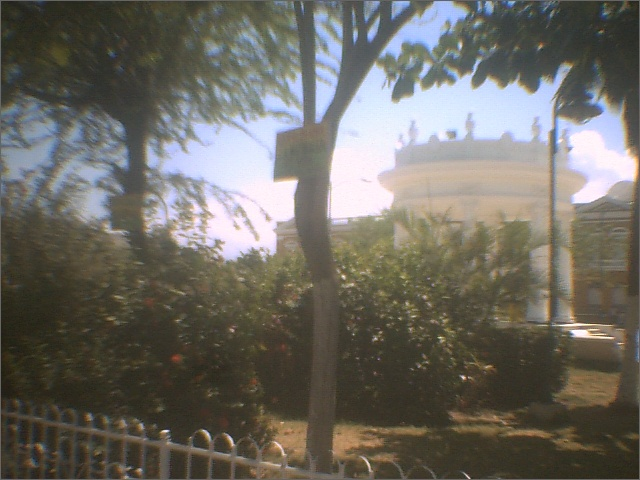

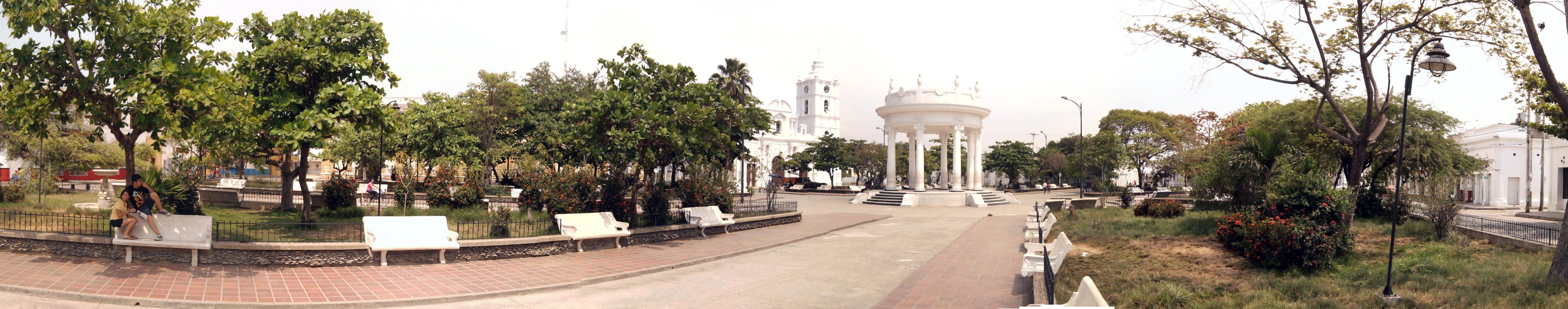

謝納加是哥倫比亞的城鎮，位於該國北部，由馬格達萊納省負責管轄，距離首府聖瑪爾塔35公里，始建於1521年，面積1,812平方公里，海拔高度1米，2005年人口100,908。

## 外部連結
- （西班牙文） Ciénaga official website[]
- MSN Map - elevation = 1m[永久]

11°00′25″N 74°15′00″W / 11.00694°N 74.25000°W